# آتاناس کومچف
آتاناس کومچف (بلغاری: Атанас Комшев؛ ۲۳ اکتبر ۱۹۵۹ – ۱۲ نوامبر ۱۹۹۴) کشتی‌گیر اهل بلغارستان بود.